# Mark Lajal
Mark Lajal (* 12. Mai 2003 in Tallinn) ist ein estnischer Tennisspieler.

## Karriere
Lajal spielte bis 2021 auf der ITF Junior Tour. In der Jugend-Rangliste erreichte er mit Rang 13 seine höchste Notierung. Bei drei der vier Grand-Slam-Turniere spielte er 2021. Sein bestes Resultat erzielte er im Einzel bei den US Open, als er das Achtelfinale erreichte. Erfolge erzielte er vor allem bei Turnieren der zweithöchsten Kategorie J1, wo er in College Park, Sviatopetrivske und Říčany triumphierte.
Bei den Profis sammelte Lajal 2021 auch erste Punkte für die Weltrangliste der Profis. Auf der drittklassigen ITF Future Tour zog er in sein erstes Halbfinale ein. Anfang 2022 wurde er erstmals für die estnische Davis-Cup-Mannschaft nominiert, für die er bis Ende 2023 eines von vier Matches gewann. Von fünf erreichten Future-Finals im Jahr 2022 gewann er drei, womit er sich bis zum Jahresende um fast 800 Plätze auf Rang 465 verbesserte. Beim ersten Auftritt auf der höherdotierten ATP Challenger Tour in Vilnius kämpfte er sich durch die Qualifikation und gewann sein erstes Match. Im Jahr 2023 nahm Lajal durch sein verbessertes Ranking vermehrt an Challengers teil. In Saint-Brieu zog er das erste Mal ins Viertelfinale ein, einen Monat später in Morelos sogar ins Halbfinale. Beim Challenger im Juni 2023 in Little Rock besiegte Lajal erstmals einen Top-200-Spieler und gab während der Turnierwoche nur einen Satz ab. Im Finale schlug er den Kasachen Beibit Schuqajew. Damit wurde er nach Jürgen Zopp zum zweiten männlichen Esten, der einen Challenger-Titel gewann. Mit zwei weiteren Viertelfinals steigerte Lajal sein Karrierehoch auf Rang 224 im Juli 2023. Der erste Einsatz auf der ATP Tour erfolgte in Antwerpen im Oktober des Jahres, als er von den Turnierverantwortlichen eine Wildcard erhielt. Gegen den 83. der Welt Jaume Munar gewann der Este bei seinem Debüt. Im darauffolgenden Achtelfinale gegen Arthur Fils verlor er beide Sätze im Tie-Break. Er steigerte damit sein Karrierehoch auf Rang 219.

## Erfolge
| Legende (Anzahl der Siege) |
| Grand Slam                 |
| ATP Finals                 |
| ATP Tour Masters 1000      |
| ATP Tour 500               |
| ATP Tour 250               |
| ATP Challenger Tour (2)    |

### Einzel

#### Turniersiege
| Nr. | Datum         | Turnier          | Belag     | Finalgegner      | Ergebnis        |
| --- | ------------- | ---------------- | --------- | ---------------- | --------------- |
| 1.  | 4. Juni 2023  | Little Rock      | Hartplatz | Beibit Schuqajew | 6:4, 7:5        |
| 2.  | 27. Juli 2025 | Bloomfield Hills | Hartplatz | Andres Martin    | 6:77, 7:5, 7:69 |